# Funció de pes
Una funció de pes és un dispositiu matemàtic utilitzat quan es realitza una suma, una integral o una mitjana per donar a alguns elements més "pes" o influència en el resultat que altres elements del mateix conjunt. El resultat d'aquesta aplicació d'una funció de pes és una suma ponderada o mitjana ponderada. Les funcions de pes apareixen amb freqüència en les estadístiques i l'anàlisi, i estan estretament relacionades amb el concepte de mesura. Les funcions de pes es poden utilitzar tant en configuracions discretes com contínues. Es poden utilitzar per construir sistemes de càlcul anomenats "càlcul ponderat" i "metacàlcul".

## Pesos discrets

### Definició general
En la configuració discreta, una funció de pes {\displaystyle w\colon A\to \mathbb {R} ^{+}} és una funció positiva definida en un conjunt discret {\displaystyle A}, que normalment és finit o comptable. La funció de pes {\displaystyle w(a):=1} correspon a la situació no ponderada en què tots els elements tenen el mateix pes. Aleshores, es pot aplicar aquest pes a diversos conceptes.
Si la funció {\displaystyle f\colon A\to \mathbb {R} } és una funció amb valors reals, llavors la suma no ponderada de {\displaystyle f} activat {\displaystyle A} es defineix com
{\displaystyle \sum _{a\in A}f(a)w(a).}
però donada una funció de pes {\displaystyle w\colon A\to \mathbb {R} ^{+}}, la suma ponderada o combinació cònica es defineix com
{\displaystyle \sum _{a\in B}w(a).}
Si A és un conjunt finit no buit, es pot substituir la mitjana o mitjana no ponderada
{\displaystyle {\frac {1}{|A|}}\sum _{a\in A}f(a)}
per la mitjana ponderada o mitjana ponderada
{\displaystyle {\frac {\sum _{a\in A}f(a)w(a)}{\sum _{a\in A}w(a)}}.}
En aquest cas només són rellevants els pesos relatius.

## Pesos continus
En la configuració contínua, un pes és una mesura positiva com ara {\displaystyle w(x)\,dx} en algun domini {\displaystyle \Omega }, que normalment és un subconjunt d'un espai euclidià {\displaystyle \mathbb {R} ^{n}}, per exemple {\displaystyle \Omega } podria ser un interval {\displaystyle [a,b]}. Aquí {\displaystyle dx} és la mesura de Lebesgue i {\displaystyle w\colon \Omega \to \mathbb {R} ^{+}} és una funció mesurable no negativa. En aquest context, la funció de pes {\displaystyle w(x)} de vegades es coneix com a densitat.

### Definició general
Si {\displaystyle f\colon \Omega \to \mathbb {R} } és una funció amb valors reals, llavors la integral no ponderada
{\displaystyle \int _{\Omega }f(x)\ dx}
es pot generalitzar a la integral ponderada
{\displaystyle \int _{\Omega }f(x)w(x)\,dx}
Tingueu en compte que un pot necessitar {\displaystyle f} que sigui absolutament integrable respecte al pes {\displaystyle w(x)\,dx} perquè aquesta integral sigui finita.